# 1987 en Colombie-Britannique
Chronologie de la Colombie-Britannique
- 1983
- 1984
- 1985
- 1986
- 1987
- 1988
- 1989
- 1990
- 1991

Cette page concerne des événements qui se sont produits durant l'année 1987 dans la province canadienne de Colombie-Britannique.

## Politique
- Premier ministre : William Vander Zalm
- Chef de l'Opposition : Robert Skelly du Nouveau Parti démocratique de la Colombie-Britannique puis Michael Harcourt du NDP
- Lieutenant-gouverneur : Robert Gordon Rogers
- Législature :

## Événements

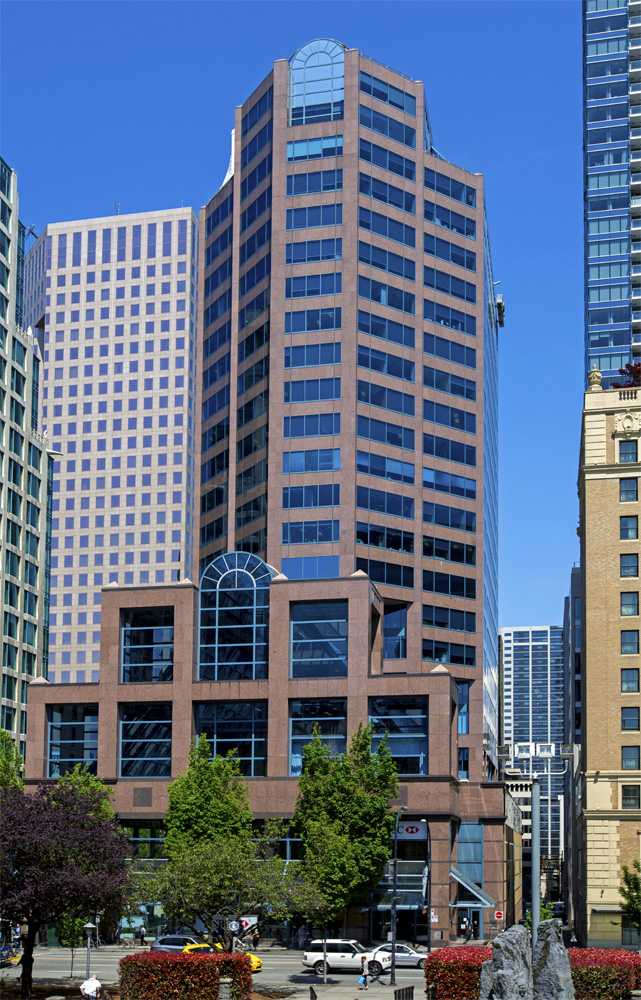
HSBC Building, Vancouver.

- Achèvement, à Vancouver, du HSBC Building, immeuble de bureaux de 23 étages (100.50 mètres de hauteur)[1].

## Naissances
- 8 avril à Burnaby : Tyler McNeely , joueur professionnel canadien de hockey sur glace.

- 11 avril à Burnaby : Danielle Lawrie, joueuse canadienne de softball.

- 4 juillet à Burnaby : Jennifer Salling, joueuse canadienne de softball.

- 10 juillet à Comox : Marisa Field, joueuse de volley-ball canadienne. Elle mesure 1,89 m et joue au poste de centrale. Elle totalise 120 sélections en équipe du Canada.

- 26 juillet à Victoria : Phillip Jordan Ellis Benn, dit Jordie Benn, joueur professionnel canadien de hockey sur glace. Il évolue au poste de défenseur. Il est le frère du joueur de hockey professionnel Jamie Benn.

- 5 septembre à Victoria : Stacie Anaka , lutteuse canadienne.

- 29 novembre à Brentwood Bay : Matthew Irwin , joueur professionnel canadien de hockey sur glace. Il évolue au poste de défenseur

## Décès
- 18 novembre : George Ryga, né le 27 juillet 1932 à Deep Creek, près d'Athabaska en Alberta et mort à Summerland, dramaturge, poète, parolier et romancier canadien.